# Soncourt-sur-Marne
Soncourt-sur-Marne é uma comuna francesa na região administrativa de Grande Leste, no departamento de Haute-Marne. Estende-se por uma área de 13,63 km². Em 2010 a comuna tinha 374 habitantes (densidade: 27,4 hab./km²).